# Globuline

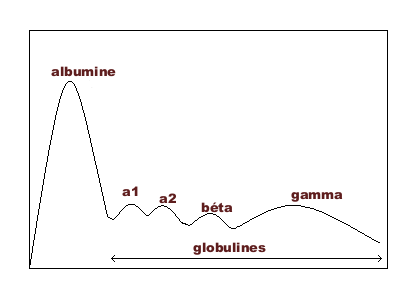
Représentation graphique du résultat de l'électrophorèse

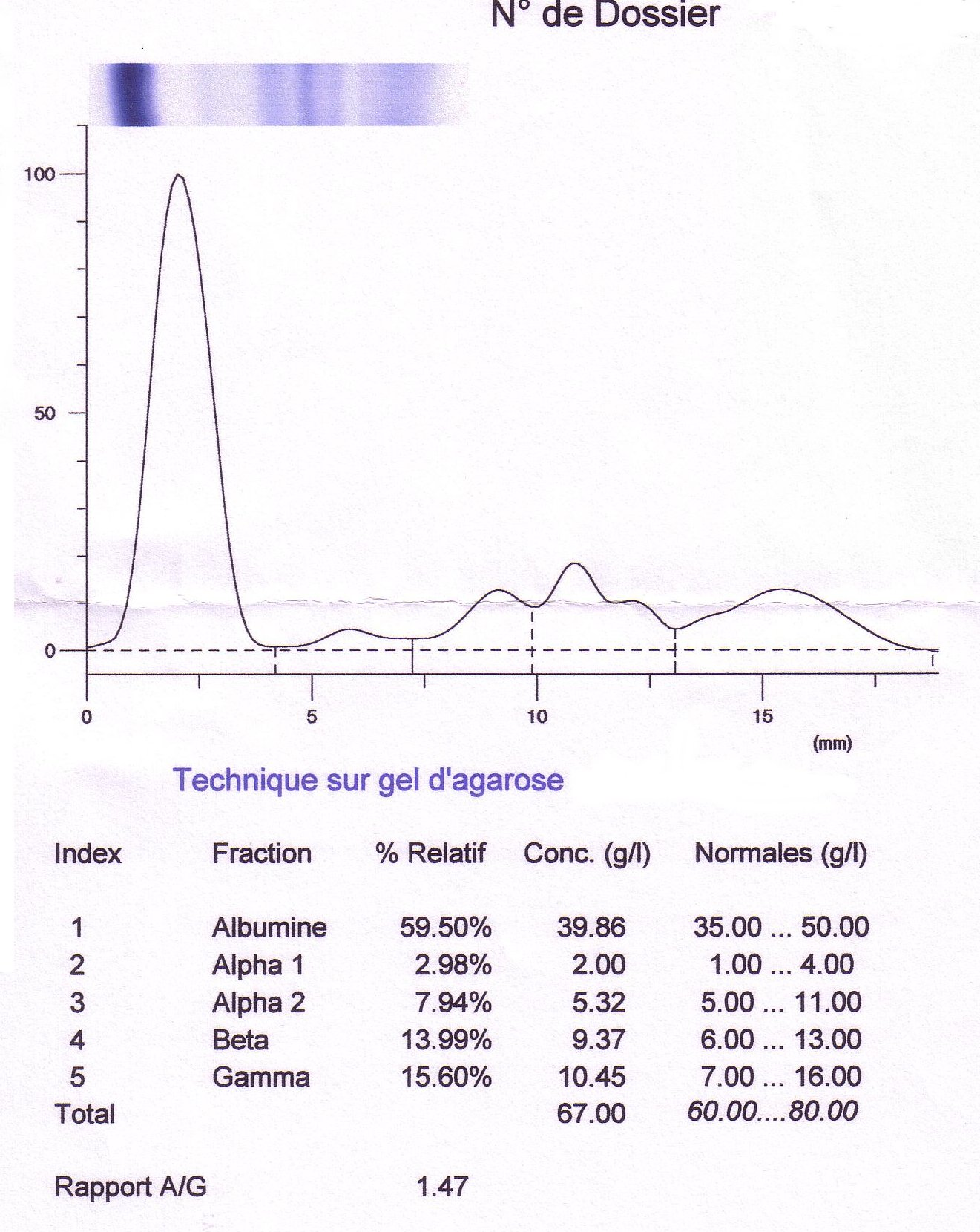
Électrophorèse des protéines sériques

Une globuline désigne une protéine globulaire qui fait partie des grains d'aleurone dans les graines des plantes (édestine (en), légumine, viciline), ou d'un des deux types de protéines sériques, l'autre étant l'albumine. Cette appellation générique recouvre un groupe hétérogène de familles de protéines, de plus grande taille et moins solubles dans l'eau pure que l'albumine. Elles appartiennent à la famille des protéines globulaires.
On les différencie également lors d'une électrophorèse des protéines sériques, où elles migrent moins que l'albumine. On peut également les subdiviser en quatre groupes :
- alpha-1-globulines ;
- alpha-2-globulines ;
- bêtaglobulines ;
- gammaglobulines (aussi appelées immunoglobulines).

## Alpha-1-globulines
- alpha-1-antitrypsine
- alpha-1-antichymotrypsine
- lipoprotéine (HDL)
- prothrombine
- orosomucoïde
- glycoprotéine acide
- globuline liant la thyroxine

## Alpha-2-globulines
- céruloplasmine
- antithrombine III
- haptoglobine
- cholinestérase
- plasminogène
- alpha-2-macroglobuline
- protéine liant le rétinol
- protéine liant la vitamine D

## Bêtaglobulines
- Bêta-1-globulines :
  - Lipoprotéine (LDL)
  - Transferrine
- Bêta-2-globulines :
  - Fibrinogène
  - Globuline liant les stéroïdes sexuels
  - Transcobalamine (en)
  - Protéine C réactive (en interzone Beta-Gamma)[2].

## Gammaglobulines (ouimmunoglobulines)
- IgG
- IgA
- IgM
- IgE
- IgD